# 枫泾公墓
30°53′33″N 121°00′01″E / 30.89240°N 121.00041°E
枫泾公墓，位于中华人民共和国上海市金山区枫泾镇林园路168号，总占地面积157亩，是上海市的一个公墓。2014年，入选上海市文物保护单位。

## 历史
民国二十四年（1935年），枫泾公墓由枫泾人王跃夫、沈肖杞等创办，原名太平公墓。1949年，公墓归为国有，直属于松江县人民政府民政局管理。1958年，曾作饲养场。1961年11月3日，移交给枫泾镇人民政府。1980年，改名为枫泾公墓苗圃。1985年，恢复公墓经营，并改名为枫泾公墓，对外开放，是上海市第一家经营性公墓。墓穴分为龙柏特区、梅、兰、竹、菊五种区域。2006年被评为上海市二级公墓。

## 名人墓葬
1984年11月29日，金山县人民政府在此地立碑安葬陆龙飞，并在墓前刻有陈云题词“陆龙飞烈士永垂不朽”。1984年，金山县人民政府公布陆龙飞烈士墓为金山县文物保护单位。1988年举行陆龙飞烈士墓揭碑仪式。
1996年1月7日，中国国民党革命委员会名誉主席，第五、六、七届全国人民代表大会常务委员会副委员长朱学范在北京逝世。4月10日，朱学范骨灰安葬仪式在枫泾公墓举行。墓前有朱学范半身塑像。2014年，朱学范故居及墓一同被认定为上海市文物保护单位。
此外还有漫画家丁聪、画家程十发、围棋国手顾水如安葬于此。